# Cristian Breitenstein
Cristian Breitenstein (Bahía Blanca, 5 de mayo de 1972) es un abogado y político argentino. Fue intendente de Bahía Blanca (2006-2011) y Ministro de la Producción, Ciencia y Tecnología y Relaciones Comerciales Internacionales de la provincia de Buenos Aires (2011-2015). Actualmente se encuentra radicado en Alemania y trabaja como consultor. 

## Biografía

### Formación académica
Obtuvo el título de perito mercantil en el Colegio Don Bosco, de Bahía Blanca en el año 1989.
Se recibió de abogado el 30 de abril de 1993 en la Universidad Nacional de La Plata, a la edad de 20 años, expedido el 30 de mayo del mismo año. Por otro lado, en la Universidad Nacional del Sur le fue otorgado el título de Licenciatura en Filosofía el día 3 de noviembre de 2006.
Egresado del Global Master of Arts Program del Fletcher School of Law and Diplomacy, especialización en Relaciones Internacionales, en Boston (USA) en 2014. Ha cursado posgrados en Ciencia Política en Salamanca, España (1999), y en Derecho Administrativo en Madrid, España (2000). Es Doctorando en Filosofía por la Universidad del Salvador, Facultad San Miguel de Argentina. 

### Docencia
Fue docente universitario en la Universidad Nacional del Sur entre los anos 1996-2015 de las siguientes materias Sociología, Derecho Político, Filosofía del Derecho, Instituciones del Derecho Privado, y Derecho Público en esta última como Prof. Adjunto a cargo de la cátedra.
Asimismo ha sido invitado a seminarios, visitas, cursos, disertaciones y actividades a Harvard University, Georgetown University  y Columbia University en USA y en numerosas oportunidades por la Fundación Konrad Adenauer a Alemania. Ha participado a su vez en numerosas actividades oficiales destacándose entre ellas el encuentro con el Papa Benedicto XVI en Milan y Roma y el Papa Francisco.
Fue Consejero Titular del Departamento de Derecho de la Universidad Nacional del Sur y Consejero Titular del Colegio de Abogados de Bahia Blanca.

### Intendente de Bahía Blanca
En abril de 2006 asume como intendente interino y por tal motivo renuncia a una beca de postgrado de la Universidad Católica de Eichstätt. En diciembre de 2007 gana las elecciones como intendente, siendo reelegido para el período 2011 – 2015. También participó como concejal del Partido de Bahía Blanca por el PJ en los períodos 1999 – 2003 y 2003 – 2007. Entre los años 2003 y 2005 actuó como presidente del Honorable Concejo Deliberante.
El gobierno de Breitenstein se caracterizó por las obras públicas realizadas en el Partido de Bahía Blanca. Entre ellas destacan: las viviendas en Villa Esperanza, barrio Spurr y barrio San Martín; la construcción de la nueva terminal de ómnibus, las nuevas instalaciones del aeropuerto y la remodelación de la Estación Sud; las peatonales de calle Drago y O'Higgins; las remodelaciones en la Plaza Rivadavia y la Catedral de la Merced y las nuevas instalaciones del Hospital Municipal de Bahía Blanca.

### Ministro de la provincia de Buenos Aires (2011-2015)
En diciembre de 2011 fue nombrado Ministro de la Producción, Ciencia y Tecnología y Relaciones Comerciales Internacionales de la provincia de Buenos Aires (Argentina) por el gobernador Daniel Scioli. Al asumir ese cargo debió solicitar licencia en la intendencia de Bahía Blanca y luego renunciar en diciembre de 2013. 
En su gestión tuvo a su cargo las áreas de Industria, Puertos, Comercio, Minería, Pymes, Relaciones Internacionales y Ciencia y Tecnología. Esta última área es la primera vez en la historia de la provincia que asume un rango ministerial. Con respecto a los logros de gestión se destacan los siguientes: se triplicó la cantidad de parques industriales, la mayoría de los cuales se instalaron en el interior de la provincia para evitar la concentración poblacional en el conurbano; se duplicó la capacidad operativa de los puertos y se fortaleció la articulación de la ciencia y tecnología con la producción.
Asimismo se duplicaron la cantidad de créditos a tasas subsidiadas otorgadas por el Banco de la Provincia de Buenos Aires Fuerza Productiva y se triplicaron las garantías del Fogaba. Finalmente se produjo un proceso destacado de internacionalización de las Pymes con casi 100 misiones comerciales a Sudamérica, Europa, y Asia.

### Actividad posterior
Su experiencia en el ámbito público y privado a nivel internacional le ha llevado a fundar la consultora Latam InVentum GmbH, con sede en Múnich, Alemania, lugar donde actualmente reside. Desde ella desarrolla negocios internacionales entre América Latina, Sudeste Asiático y Europa principalmente focalizados en Energías Renovables, Infraestructura, Real Estate y Soluciones Tecnológicas.
Asimismo ha sido designado como Representante para Latinoamérica de Global Partners Bayern, asociación empresaria de Baviera que reúne a más de 200 empresas de la región.

## Historia Electoral

#### Elecciones Intendente Bahía Blanca 2007[4]
| Candidato             | Alianza/Coalición                              | votos  | Porcentaje |
| --------------------- | ---------------------------------------------- | ------ | ---------- |
| Cristian Breitenstein | Frente para la Victoria                        | 52.780 | 37,32%     |
| Juan Pedro Tunessi    | Unión Cívica Radical y Frente Coalicion Civico | 39.364 | 27,83%     |
| Federico Susbielles   | Partido de la Victoria                         | 18.246 | 12,90%     |

#### Elecciones intendente de Bahía Blanca 2011[4]
| Candidato             | Alianza/Coalición               | votos  | Porcentaje |
| --------------------- | ------------------------------- | ------ | ---------- |
| Cristian Breitenstein | Frente para la Victoria         | 70.703 | 44,30%     |
| Raúl Woscoff          | Integración Ciudadana           | 28.592 | 17,92%     |
| Martin Salaberry      | Unión para el Desarrollo Social | 20.416 | 12,79%     |

## Distinciones
- Joven Sobresaliente de Argentina en el año 2005 por la Cámara Junior Internacional (JCI) junto a la cantante Soledad Pastorutti y al basquetbolista Emanuel Ginóbili.